# New Jeans Code in Busan
New Jeans Code in Busan (hangul: 뉴진스 코드; rr: Nyujinseu Kodeu) é um reality de viagem sul-coreano produzido pela Cidade Metropolitana de Busan e pela Organização de Turismo de Busan e distribuído pela SBS. Estrelando o girl group de K-pop NewJeans, a série de três episódios segue o grupo enquanto elas visitam vários marcos de Busan ao longo de uma viagem de dois dias. Foi criado como parte de uma série de conteúdo Hallyu produzido para apoiar a candidatura de Busan para sediar a Expo 2030. O projeto foi anunciado pela primeira vez em setembro de 2022 e estreou na SBS TV em 16 de outubro de 2022, às 12h10 (KST). Definido para ir ao ar por três domingos consecutivos, o episódio final foi adiado para 6 de novembro de 2022.

## Produção e lançamento
Em 16 de setembro de 2022, a rede de televisão sul-coreana SBS anunciou a produção do reality show de viagem NewJeans Code in Busan, estrelado pelo girl group de K-pop NewJeans. Produzido pela Cidade Metropolitana de Busan e pela Organização de Turismo de Busan, o documentário faz parte de uma série de conteúdo Hallyu patrocinado pela cidade de Busan, a Organização de Turismo de Busan e a Comissão de Cinema de Busan para mostrar a cidade e apoiar sua candidatura para sediar a Expo 2030. É a segunda colaboração entre Busan e Hybe Corporation, empresa controladora da gravadora ADOR de NewJeans, após o show Yet to Come de BTS realizado na cidade em 15 de outubro de 2022. Filmado nos dias 26 e 27 de setembro de 2022, a série segue NewJeans enquanto eles exploram Busan e aprendem mais sobre ela por meio de códigos QR ao longo de uma viagem de dois dias. O grupo visitou Songdo Sky Park, Bupyeong Kkangtong Market, Taejongdae e Dadaepo Beach, todos marcos de Busan preferidos pela Geração MZ. Outros locais de Busan, como Dadaepo Sunset Fountain of Dreams, Skyline Luge Busan, Jeonpogonggu-gil, Cheongsapo, Gwangalli Beach e Yeongdo Marine Adventure Park, foram apresentados em segundo plano. Em relação ao projeto, o prefeito de Busan, Park Heong-joon, disse:
A colaboração entre artistas de K-pop mundialmente famosos e Busan é uma grande força para aumentar o conhecimento da marca de turismo de Busan e revitalizar o mercado de turismo que estava estagnado devido ao COVID-19, [...] Espero que o conteúdo de viagem feliz em Busan, que podemos ver, rir e curtir juntos, servirá como uma oportunidade para informar o mundo de Busan, onde queremos viver mesmo que renasçamos"
Uma prévia de vídeo foi lançadq em 7 de outubro de 2022. A série estreou na SBS TV em 16 de outubro de 2022, às 12h10 (KST) e foi programada para ir ao ar por três domingos consecutivos. No entanto, o episódio final foi adiado para respeitar o período de luto nacional anunciado após a tragédia de Halloween em Seul. Foi ao ar em 6 de novembro de 2022.

## Episódios
| Episódios | Lançamento original   | Lançamento original    |
| Episódios | Primeira transmissão  | Última transmissão     |
| --------- | --------------------- | ---------------------- |
| 3         | 16 de outubro de 2022 | 06 de novembro de 2022 |

## Impacto
Em 21 de outubro, a Organização de Turismo de Busan anunciou que criaria um itinerário baseado na série. De 21 a 30 de outubro, eles realizaram um "evento de tour de missão", onde cada participante teve que seguir o itinerário e escanear os códigos QR encontrados em cada local para concluir as missões e ganhar um prêmio. Em 26 de outubro, Yoo Ji-hye da Sports Donga relatou que vários locais de filmagem, incluindo Songdo Sky Park, Yeongdo Marine Adventure Park, Jeonpogonggu-gil, Cheongsapo Port, Dadaepo Sunset Fountain of Dreams e várias das lojas onde os membros compraram  comida, estavam lotados de fãs. Três gorros usados pelos membros no set foram doados para o mercado de pulgas de caridade WeAza, que organizou uma loteria de itens de celebridades para arrecadar dinheiro para apoiar famílias de baixa renda.